# Château de Sauvigny-le-Bois
Le château de Sauvigny-le-Bois est un château situé à Sauvigny-le-Bois, en France.

## Localisation
Le château est situé dans le département français de l'Yonne, sur la commune de Sauvigny-le-Bois.

## Description
On peut noter la présence d'un ensemble de boiseries néo-Louis XIV et néo-Louis XV.

## Historique
Le château a été construit au XVIIIe siècle par la famille Bertier, à l'emplacement d'un édifice plus ancien du XVIIe siècle. Il a été remanié au cours du XIXe siècle.
L'édifice est inscrit au titre des monuments historiques en 1996.